# Los Remedios (districte)
Los Remedios és un dels onze districtes en què està dividida a efectes administratius la ciutat de Sevilla, capital de la comunitat autònoma d'Andalusia, en Espanya. Està situat en el sud-oest del municipi. Limita a l'est amb els districtes Sur i Bellavista-La Palmera; al nord amb els districtes Casco Antiguo i Triana; a l'oest, amb els municipis de San Juan de Aznalfarache i Gelves; i al sud, amb el municipi de Dos Hermanas.

## Barris
- Tablada
- Los Remedios